# Steven Hartman
Steven Hartman (ur. 26 grudnia 1984 r., USA) – amerykański aktor.

## Filmografia
- 1997: Chłopcy będą chłopcami (Boys Will Be Boys) jako Bugsy
- 1997: To były moje najlepsze urodziny, Charlie Brown! (It Was My Best Birthday Ever, Charlie Brown!) jako Charlie Brown (głos)
- 1997: Kacper II: Początek Straszenia (Casper: A Spirited Beginning) jako Brock Lee
- 1996-2004: Hey Arnold! jako Curly (głos)
- 1995: Candyman 2: Pożegnanie z ciałem (Candyman 2: Farewell to the Flesh) jako Młody chłopak
- 1995: Angus jako Rick, age 11
- 1989-2001: Słoneczny patrol (Baywatch) jako Mark (gościnnie)
- 1987: Moda na sukces (Bold and the Beautiful, The) jako Rick Forrester [#3] (1995-1997)